# Денгизих
Денгизих (Dengizich, Dengesich, Denghizik), Хурса (Hursa) или Тингиз (Tingiz; Δεγγιζίχ по Приск, 468 или 469 г.) е хунски владетел.
Син е на краля на хуните Атила и вожд на акацирите (Akatziroi). Водач е на Западното крило на Хунската държава в продължение на 15 години през периода от 454 до 469 г.
Денгизих е яростен отмъстител за смъртта на своя баща кан Атила и на своя брат кан Елак, който бил убеден, че отговорността и възмездието следва да понесе Константинопол, и насочил войските си за нападение срещу Византия.
Елак е победен през 454 г. от краля на гепидите Ардарих при битката на река Недао в Панония, при която е убит. След това Денгизих се оттегля със своите още живи братя на Черно море, откъдето води често войни срещу остготите и римляните.
Напуска пределите на Хунската държава начело на последвалите го хунски племена, известни под името акацири (Akatziroi) или агатири, известни още като Западно крило на бившата Хунска държава или Орда на Денгизих. Основният и най-верен контингент от неговите войски са малка част от сарматите, прабългарите и техните съюзници хуните.
По времето на управлението на Денгизих племенните общности на оногундурите, сарагурите и утигурите навлизат в Европа, пресичайки река Волга. Техни пратеници искат от Византийската империя да ги приеме в пределите на империята, изтъквайки като причина аварското настъпление на запад.
През 466 г. Денгизих предприема военни действия срещу Византия, като това негово решение не е подкрепено от брат му Ернак. През 467 г. Денгизих пресича река Дунав, навлиза в земите на Византийската империя и налага данък на местното население.
Отказ от плащане на този данък поражда Дунавската война през 468 г., в която хан Денгизих намира смъртта си, а неговите хора са прогонени от земите на Византийската империя. Той е убит през 469 г. в Тракия от източноримския военачалник Анагаст (гота Теодорих Велики) и главата му е изложена в Константинопол за представяне пред византийския император. Предполага се, че неговите земи преминават към брат му Ернак – следващия хунски владетел.